# Mont Ida (Crète)
Pour les articles homonymes, voir Ida.

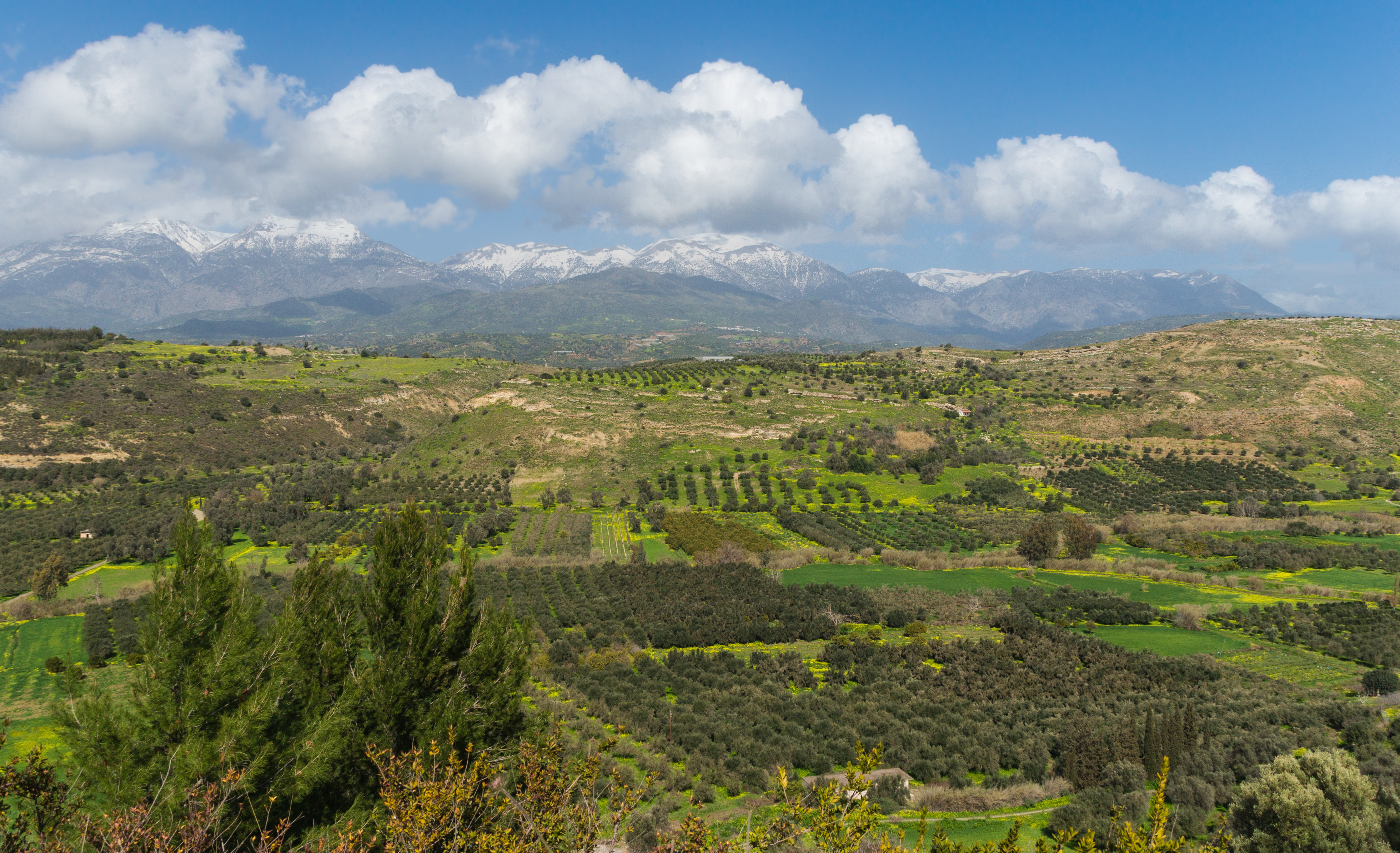
La chaîne du mont Ida et la plaine de la Messará vues de Phaistos.

Le mont Ida en Crète (ou Ida crétois, par opposition à l'Ida phrygien), actuel mont Psiloritis (en grec moderne Ψηλορείτης), est le plus haut sommet de l'île, culminant à 2 456 mètres. Son imposant massif occupe la partie centrale de l'île, sur les territoires des préfectures de Héraklion et Réthymnon.

## Mythologie
C'est dans la « caverne de l'Ida » (en grec Ideon Antron) située sur le versant nord de ce mont que Zeus est censé être né de Rhéa qui s'y était réfugiée pour le soustraire à une mort promise par son père Cronos pour éviter ce qui finalement lui arriva : finir jeté dans le Tartare, où les cent bras des Hécatonchires le retinrent à jamais. Zeus fut élevé par les nymphes Ida et sa sœur Adrastée, avec l'aide des courètes et de la chèvre Amalthée.
La légende veut que c'est au sang d'Ida, qui s'était écorchée sur une de ses épines, que les fruits du framboisier (Rubus idaeus ou « ronce du Mont Ida ») doivent leur teinte - ils étaient blancs avant cet événement.

## Histoire

### Vestiges préhistoriques
Certaines des nombreuses grottes présentes en son flanc servirent du XIe au IXe siècle av. J.-C. de sanctuaires avant l'érection des temples. Dans son poème l’Iliade, le poète antique Homère appelle l'île par l'épithète « aux cent villes ». Le philosophe grec Théophraste, dans son ouvrage Des Vents, écrit que sur les monts crétois, on pouvait déjà voir des ruines d'anciennes cités abandonnées, autrefois terrains habités ou cultivés, dépeuplés depuis longtemps : peut-être s'agit-il des sites kaftiens ou mycéniens redécouverts à l'époque moderne. Théophraste suppose, comme cause de ces abandons, des changements climatiques, avec de fortes pluies et davantage de tempêtes, et précise que dans l'Ida les hivers sont plus rudes qu'ailleurs.

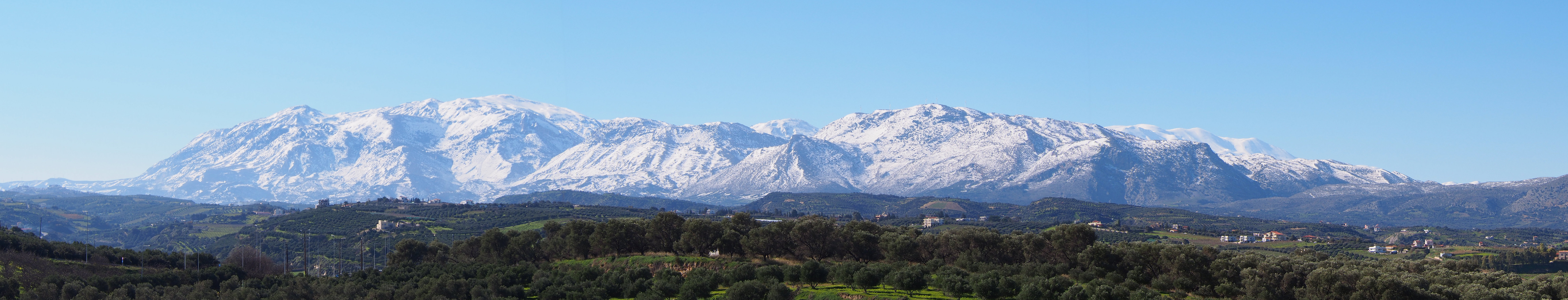
Panorama de l'Ida crétois en hiver.

## Installations d'estive

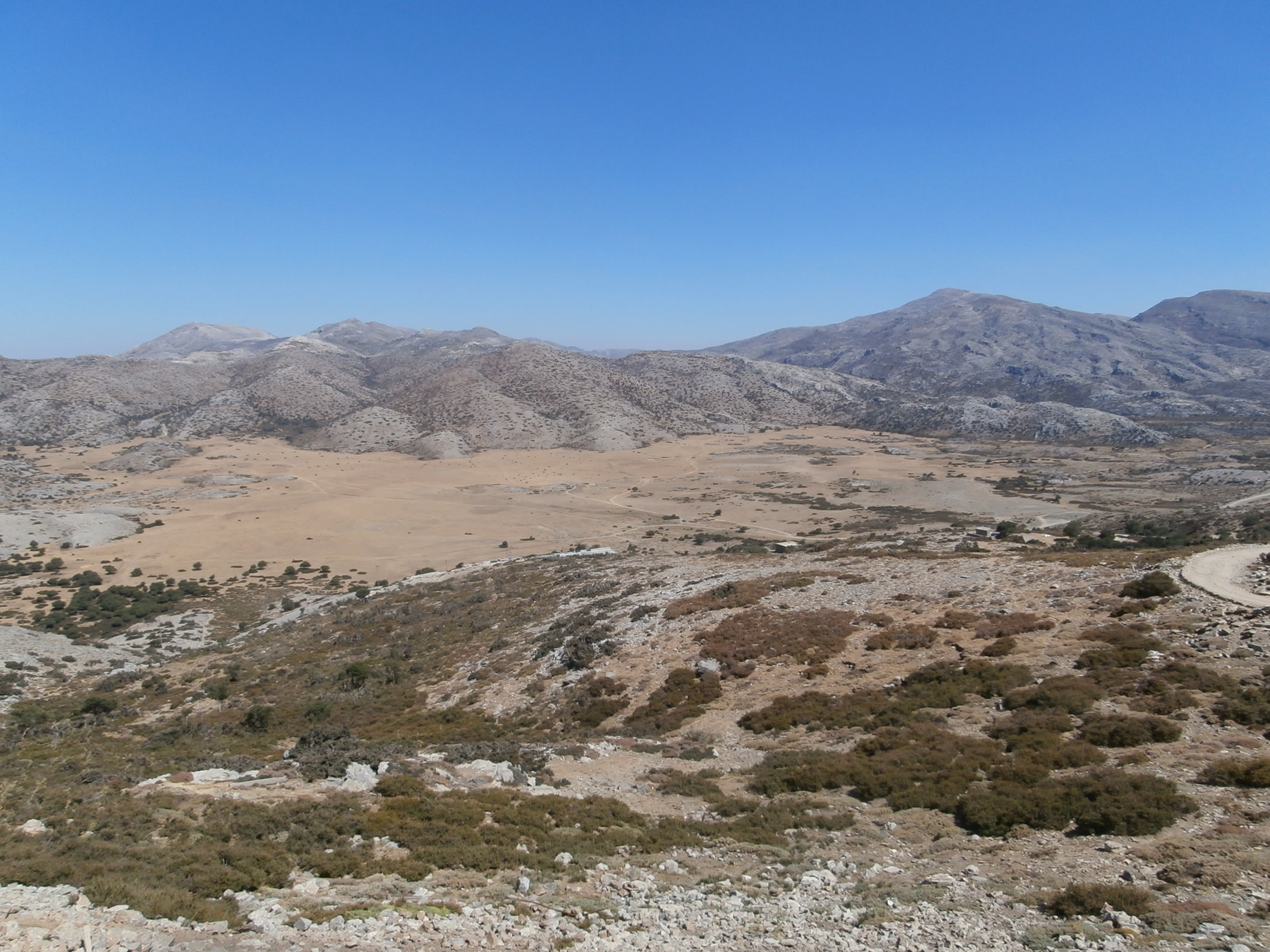
Estives du Nidas vues de la « grotte de l'Ida ».

Dans les environs du village d'Anogia, on observe les restes d'installations d'estive consistant chacune en une cabane en pierre (répondant au nom de mitato, pluriel mitata), un enclos pour la traite (des brebis et des chèvres) et un gîte (pour le repos des bêtes la nuit). La cabane servait, de mai à octobre, d'habitation aux bergers ainsi qu'à la fabrication et la conservation de fromages durs (graviera, céphalotyri) ou mous (mizithra).
Ces installations pastorales (qu'on retrouve aussi autour du plateau de Limnarkaro en Crète orientale) ont été abandonnées vers la fin du 2e quart du XXe siècle.